# Anthene locra
Anthene locra är en fjärilsart som beskrevs av Carl Plötz 1880. Anthene locra ingår i släktet Anthene och familjen juvelvingar. Inga underarter finns listade i Catalogue of Life.